# ESPN (Latinoamérica)
ESPN (siglas de Entertainment and Sports Programming Network) es la filial latinoamericana de ese servicio de televisión por suscripción de origen estadounidense especializado en deportes. Es propiedad de ESPN Inc (The Walt Disney Company/Hearst) y es operado por The Walt Disney Company Latin America, estando disponible a lo largo de toda América Latina.

## Historia
ESPN inicia sus transmisiones de televisión en Latinoamérica en prueba el 15 de septiembre de 1988 y de forma oficial el 31 de marzo de 1989.
En 2009, el canal cumplió 20 años al aire en la región. Se lanza en ese mismo año el canal en alta definición ESPN HD con programación diferente a las señales estándar del canal. Esta señal cambió su nombre a ESPN+ en 2015. En 2020, cambió nuevamente su denominación por ESPN Extra. 
En 2013, ESPN cambia su imagen y estrena un nuevo logo (solo para Sudamérica). 
En 2016, el canal cambia su relación de aspecto de 4:3 a 16:9 en todas sus señales de definición estándar.
El 9 de noviembre de 2020 (solo en Sudamérica), el canal regresa al logotipo original luego de 7 años y 8 meses, incluyendo las nuevas gráficas.
A partir del 28 de diciembre de 2020, ESPN 2 pasa a ser la señal secundaria de la cadena, mientras que ESPN se convierte en la señal principal, emitiendo los eventos más relevantes del deporte y la programación local.

### Canales de Fox Sports uniéndose a ESPN
Tras la compra de 21st Century Fox por parte de The Walt Disney Company, su división latinoamericana obtuvo el control de los canales de Fox Sports en dicha región (con excepción de las feeds argentinas y mexicanas que posteriormente tuvo que vender a Mediapro y Grupo Lauman respectivamente debido a restricciones antimonopolio), lo cual hizo que paulatinamente dichas señales cambiaran su nombre a la marca ESPN, siendo la primera  Fox Sports que fue reemplazada por ESPN 4 el 1 de diciembre de 2021, después el canal argentino Fox Sports Premium fue renombrado ESPN Premium el 1 de mayo de 2022 y finalmente el 15 de febrero de 2024 se hicieron los últimos cambios de marca a ESPN y se renumeraron los canales, con la señal chilena Fox Sports 1 cambiando su nombre a ESPN Premium, ESPN Extra a ESPN 4, ESPN 4 a ESPN 5, Fox Sports 3 a ESPN 6 y Fox Sports 2 a ESPN 7, deshaciéndose así de la marca "Fox Sports" que no pertenece a Disney.

### Era delstreaming
El 31 de agosto de 2021 The Walt Disney Company Latin America lanzó la plataforma de streaming Star+ para toda la región la cual incluiría todo el contenido en vivo de los canales de ESPN, incluyendo eventos deportivos y programas de televisión (teniendo varios de estos en exclusiva), lo cual provocó que gradualmente la aplicación ESPN Play tuviera menos eventos deportivos hasta desaparecer definitivamente.
El 26 de junio de 2024 dio inicio oficialmente la fusión de Star+ con Disney+, convirtiéndose esta última en la nueva plataforma de streaming donde se podría acceder a todo el contenido de ESPN en Latinoamérica, sin embargo, Star+ continuó estando disponible como plataforma independiente hasta el 24 de julio de 2024.

## Programación
La cadena emite una gran cantidad de competiciones de diversos deportes. A nivel de fútbol, emite partidos de la Eurocopa, UEFA Champions League, UEFA Europa League, UEFA Conference League, LaLiga, Premier League, Bundesliga, Serie A, Copa Libertadores, entre otros. Igualmente, en baloncesto, emite encuentros de la NBA.